# Martinice v Krkonoších
Martinice v Krkonoších é uma comuna checa localizada na região de Liberec, distrito de Semily.